# Mogadischu-Stadion
Das Mogadischu-Stadion ist ein Fußballstadion mit Leichtathletikanlage in der somalischen Hauptstadt Mogadischu. Die je Quelle 25.000 oder 35.000 Zuschauern Platz bietende Anlage mit Einrichtungen für Leichtathletik, Fußball, Basketball, Volleyball und Tennis wurde 1977 während der Präsidentschaft Siad Barres mit Hilfe chinesischer Ingenieure errichtet. Neben Sportveranstaltungen wurden in der Vergangenheit auch andere Veranstaltungen aus dem Bereich Politik und Kultur ausgetragen.
1987 gab die somalische Musikerin Magool im Mogadischu-Stadion ihr „Mogadischu-und-Magool-Konzert“, zu dem mehr als 15.000 Zuschauer kamen.
Ab Beginn des Bürgerkrieges 1991 wurden das Stadion und das umliegende Territorium von verschiedenen bewaffneten Gruppen kontrolliert. Dennoch fanden gelegentlich Sportwettkämpfe statt. Nachdem die al-Shabaab bei Gefechte in Mogadischu die Herrschaft über große Teile der Stadt errungen hatte, wurden alle Sportveranstaltungen in ihrem Einflussbereich verboten. Im August 2011 übernahm die Somali National Army (SNA) mit Truppen der Afrikanischen Union die Kontrolle und das Verbot wurde aufgehoben.
Danach konnte mit der Wiederherstellung geordneter Strukturen begonnen werden. Im September 2013 vereinbarte die somalische mit der chinesischen Regierung eine Zusammenarbeit; der 5-Jahres-Plan schließt eine Renovierung des Mogadischu-Stadions ein.
Am 30. Juni 2020 wurde das Stadion, 16 Jahren nach der Schließung, von Staatspräsident Mohamed Abdullahi Mohamed wiedereröffnet. Es fand ein Freundschaftsspiel zwischen dem Horseed FC und dem Mogadishu City Club (2:1) statt.